# Almoloya de Juárez
Almoloya de Juárez es una población mexicana ubicada en el Estado de México y formando parte del Zona metropolitana de Toluca. Es cabecera del municipio de Almoloya de Juárez.

## Toponimia
El nombre Almoloya proviene del náhuatl Almoloyan, que se compone de los vocablos atl, "agua"; molo "voz impersonal de moloni, manar la fuente" y yan, "lugar"; que significa "lugar donde mana la fuente de agua".
El glifo de Almoloya de Juárez se muestra en el escudo municipal. Se observa en la parte superior la silueta de Benito Juárez, cuyo apellido complementa el nombre de este municipio. Al centro se tiene un espacio en color café que simboliza su territorio. La parte inferior representa cinco corrientes de agua en color azul, en alusión al vocablo náhuatl que le da su nombre. Finalmente en los extremos terminales de estas corrientes se adorna con símbolos de conchas y caracoles.
El Santuario de San Pedro del Ojo de Agua resalta su estilo barroco. Cuenta con el conocido “Ojo de Agua” un manantial donde nace el agua, y la conocida “raya” que separa el agua contaminada de la que emerge.

## Historia
Se tiene noticia que el primer encomendero de la zona fue Juan de Sámano quien en 1537 obtuviera la encomienda.
Las condiciones fértiles del territorio hicieron que se desarrollaran diferentes haciendas como La Gavia, Las llaves, San Miguel y La Galera.
La parroquia de San José de Almoloya se erigió en 1568 y fue administrada por el clero secular. La documentación inicia en 1591.

## Festividades
Día de Corpus Christi la gente de la localidad viste a los niños con atuendos indígenas, asisten a la celebración religiosa Día de la virgen del Carmen, venerada en la parroquia de Almoloya de Juárez, los habitantes realizan una procesión hacia el santuario ubicado en Toluca, vecino de la localidad.
La gente de este municipio tiene varias festividades importantes durante el año, una de carácter religioso se celebra el 19 de marzo en honor al santo patrono "señor San José". El festejo consiste en una novena de rosarios en distintos domicilios de vecinos de la cabecera municipal, organizado por los mayordomos de la parroquia, finalizando en una misa y una procesión por las principales calles de la villa. 
En cuanto a las fiestas del mes patrio, comienza con días de anticipación al tradicional grito de independencia, en los cuales además de contar diariamente con el teatro del pueblo, se realiza el concurso de la reina de las fiestas patrias, en el cual varias candidatas del municipio, compiten por representar la fiesta propiamente dicha. Así mismo se realiza la exposición de bandas, elaboradas por las madrinas que apadrinaran a los jokies en la tradicional carrera de cintas. El tradicional grito de independencia la noche del 15, posteriormente el 17 se realizan carreras de cintas, en las cuales, primero, un representante del H. ayuntamiento, se encarga de pasar por cada una de las “madrinas” a sus casas, en este acto, se recorren varias calles de la cabecera municipal, una vez terminado este recorrido, se concentran en los campos de fútbol de la cabecera, y comienzan las carreras de cinta, que constan en que cada jokie corra con su caballo e intente agarrar una cinta que las madrinas del pueblo les hicieron, este mismo día se hace el baile de gala; al día siguiente se hace la comida campestre, donde todos van a comer de una forma de campo a las afueras de la villa.
Entre otras festividades encontramos en el mismo mes de septiembre, la de San Mateo, venerada en la localidad del mismo nombre al sureste de la comunidad. En ella, se realiza una gran fiesta en honor a su Santo patrono, con duración de 3 días, en la cual se realiza el domingo previo a la festividad, un paseo con carros alegóricos, y grupos participantes propios de esta localidad. Durante estos días de fiesta, se arreglan la capilla y parroquia, además de contar con un gran espectáculo pirotécnico de las asociaciones con las que cuenta esta comunidad, quienes contratan un amplio repertorio musical, especialmente del género regional mexicano, propio de esta región.
El día 12 de octubre es costumbre hacer de comer y subir al cerro del Molcajete para convivir entre todos, también en el centro de Almoloya se hacen carreras de caballos, alguno acostumbran “subir al cerro” un día antes y acampar durante la noche, para al día siguiente presenciar la ceremonia religiosa que ofrece el sacerdote de la comunidad; se lleva a cabo una tradicional comida, en la cual algunos fiscales y demás personas, ofrecen alimentos a los vecinos que acompañan en esta fecha.
En esta misma localidad, en el mes de agosto, se realiza una peregrinación procedente de la comunidad vecina de Tecaxic, en la cual los fiscales en turno, viajan a pie, con el propósito de venerar la imagen, se baila la danza de los arrieros y se regalan cañas a los asistentes.
Por su parte en el Santuario De la Inmaculada concepción “ojo de Agua” se lleva a cabo en el mes de diciembre, el día 8, la festividad a María Inmaculada, en la cual se reúne gran parte de las comunidades del Barrio de San Pedro y de la cabecera para venerar a esta imagen tan milagrosa.
Otra fiesta de gran renombre, es la que se lleva a cabo en la Villa de San Francisco Tlalcilalcalpan; dicha festividad se lleva a cabo cada 4 de octubre, el origen del festejo no es claro y sólo remite a un carácter religioso. La festividad en honor de san Francisco de Asís comienza días antes al 4 de octubre, con un novenario que es realizado por las familias de cada una de las manzanas en conjunto con los trabajadores de varias empresas quienes agradecen de esta manera que tengan un trabajo, ellos ofrecen a los asistentes tamales, pan, galletas, atole, café etc., al finalizar el evento religioso queman fuegos pirotécnicos “toritos” los cuales son acompañados por música regional y/o de banda. Los días principales de la festividad son sábado, domingo y lunes días en los que se realiza un recorrido llamado por algunos carnaval, pero que su nombre correcto es “paseo de pregoneros”, se recorren las principales avenidas de la villa, el paseo es encabezado por la imagen principal de San Francisco de Asís que se saca de la iglesia, le sigue el carro alegórico de “los payasitos” integrado por los participantes veteranos; y así distintos carros alegóricos muchos de ellos acompañados con bandas musicales y algunos de ellos con sonido, todos los participantes se visten con diferentes atuendos y disfraces, la mayoría realiza el recorrido a pie. Durante los días de festejo, se llevan a cabo diferentes eventos culturales como exposiciones de alimentos, manualidades, peleas de gallos, carrera de caballos, participación de artistas, eventos deportivos, representaciones prehispánicas como las danza de los aztecas y concheros, mismos que reúnen a gente de todo el municipio y sus alrededores.